# Українець (журнал; 1859, 1864)
«Українець» (рос. дореф. «Украинецъ») — 2 випуски журнального видання, видані М. Максимовичем у Києві 1859 (174 стор.) і 1864 (40 стор.), з літературними та історичними матеріалами і перекладами Максимовича.
Був задуманий як продовження альманаху «Киевлянин», але тематика його розширилася, висвітлювалися сторінки історії всієї України. «Украинецъ» містив історичні праці та літературні твори самого М. Максимовича. У першій книзі були надруковані історичні розвідки: «Путевое воспоминание о Полтаве», «Воспоминание о Богдане Хмельницком», «Письма о Богдане Хмельницком». Літературну частину альманаху складали переклади «Псалмів» та «Слова о полку Ігоревім», опублікованого також в оригіналі, та примітки до нього. Друга книга альманаху містила історичні статті: «Нечто о земле Киевской», «Заметка о земле Волынской», «О Литовском гетмане князе Острожском», «Сказание о Межигорском монастыре» і три українські історичні пісні 1863 і народну пісню 1864 рр.
Видання мало епіграф — цитату з О. Пушкіна: «Да ведают потомки Православных земли родной минувшую судьбу!» 
В обох книгах було вміщено рекомендації щодо читання відповідно до української вимови тексту, написаного «на українському наріччі». Національне спрямування альманаху викликало низку негативних рецензій російських критиків.